# 松島町 (名古屋市)
松島町（まつしまちょう）は、愛知県名古屋市中区の地名。

## 歴史

### 沿革
- 文化4年 - 寛文8年に設立された西差矢場の跡地を米野村在の佐野治郎兵衛が払い下げを受け、町家として開発した[4]。このとき松島町と名付けられたが、のちに前津小林村に含まれ一時消滅している[4]。
- 1911年（明治44年）11月1日 - 前津小林町字上キロメキ・下キロメキの各一部により、松島町として成立[1]。
- 1913年（大正2年）3月 - 東洋撚糸株式会社が資本金20万円で成立[5]。
- 1969年（昭和44年）10月21日 - 住居表示実施に伴い、栄五丁目に編入され消滅[1]。